# Ochrona strukturalna
Ochrona strukturalna (ang. Structured Protection) – według Trusted Computer System Evaluation Criteria poziom kryteriów oznaczony literą B2. Określa wymagania, sprowadzające się do takich elementów, jak: etykietowanie każdego obiektu w systemie, strukturalna, sformalizowana polityka ochrony systemu, przeprowadzenie testów penetracyjnych dla wykrycia ewentualnych „dziur” w modelu. Uprawnienia do zmian pełnomocnictw w zakresie dostępu do obiektów są zastrzeżone dla autoryzowanych użytkowników. Nie ma możliwości odzyskania skasowanych informacji.